# Лутоша
Лутоша — река в России, протекает по территории Воротынского района Нижегородской области и Горномарийского района Республики Марий Эл. Устье реки находится в 2057 км от устья Волги по левому берегу. Длина реки составляет 23 км, площадь водосборного бассейна — 93,2 км².
Исток реки находится в Кудакинском болоте в Нижегородской области близ границы с Марий Эл. Река течёт на юго-восток по ненаселённому лесу, вскоре после истока перетекает в Марий Эл. Впадает в боковой разлив Чебоксарского водохранилища.

## Данные водного реестра
По данным государственного водного реестра России относится к Верхневолжскому бассейновому округу, водохозяйственный участок реки — Волга от устья реки Ока до Чебоксарского гидроузла (Чебоксарское водохранилище), без рек Сура и Ветлуга, речной подбассейн реки — Волга от впадения Оки до Куйбышевского водохранилища (без бассейна Суры). Речной бассейн реки — (Верхняя) Волга до Куйбышевского водохранилища (без бассейна Оки).
Код объекта в государственном водном реестре — 08010400312110000040494.

## Топографическая карта
- Лист карты O-38-141. Масштаб: 1 : 100 000. Издание 1978 г.